# KAERA
KAERA（かえら、1983年9月8日 - ）は、広島県出身のストリッパー、新宿TSミュージック所属。
2005年6月11日にシアター上野にてデビュー。
身長162cm・スリーサイズはB86（Eカップ）・W60・H88、血液型はA型。 
デビュー当初はかえら（平仮名表記）だったが、2006年9月以降現在のKAERA（ローマ字表記）に変更されている。
趣味は旅行・読書・入浴。